# Грюнер Велтлинер
Грюнер Фелтлинер (на немски: Grüner Veltliner) е бял винен сорт грозде с произход от Австрия. Според ДНК анализ е получен чрез кръстосване на Траминер и неизвестен сорт лоза. Основно е разпространен в Австрия (36 % от насажденията – 17500 ха), но насаждения има и в Чехия (1800 ха), Словакия, Унгария, Хърватия, Великобритания и САЩ. Познат е и с наименованията: Veltelini (Унгария), Veltlinske zelene (Чехия и Словакия), Zleni Veltinac (Хърватия), Грин Фелтлинер, Грюнер Мускателер и др.
Средно до къснозреещ сорт. Лозите се отличават със силен растеж и висока родовитост. Непретенциозен към почвените условия, расте добре както върху богати, така и върху не толкова плодородни почви, издържа на сухи периоди и е склонен към определени болести само върху тежки, варовикови почви. Устойчив на ниски температури и гъбични заболявания. Гроздът е средно голям. Зърната са средни, зелено-жълти, с кафяви петънца. Кожицата е дебела.
Грюнер Фелтлинер е гордостта на австрийското винарство. От гроздето се приготвят различни по качество и стил висококачествени бели вина – от леки и пикантни до тежки, плътни и екстрактни. Всички те се отличават със забележителен аромат, пикантност и минералност. Сортовите вина имат потенциал за стареене, могат да се пият и млади. Най-добрите австрийски вина от сорта се правят в районите на Кампала и Вахау.
В Австрия има още три сорта от групата Фелтлинер. Това са Ротер (Roter), Браунер (Brauner) и Фруротер (Fruhroter), чиито имена в превод означават съответно – червен, кафяв и раннозреещ.